# Cotonopsis monfilsi
Cotonopsis monfilsi is een slakkensoort uit de familie van de Columbellidae. De wetenschappelijke naam van de soort is voor het eerst geldig gepubliceerd in 1993 door Emerson.